# Isoschizoporella secunda
Isoschizoporella secunda is een mosdiertjessoort uit de familie van de Eminooeciidae. De wetenschappelijke naam van de soort is voor het eerst geldig gepubliceerd in 1984 door Hayward & Taylor.